# Ozotroctes ogeri
Ozotroctes ogeri là một loài bọ cánh cứng trong họ Cerambycidae.